# Standard Motor Company
Standard Motor Company – dawne brytyjskie przedsiębiorstwo branży motoryzacyjnej zajmujące się produkcją samochodów osobowych, założone w 1903 roku przez Reginalda Waltera Maudslaya z siedzibą w Coventry, w Anglii.
W 1944 roku Standard Motor Company wykupił przedsiębiorstwo Triumph Motor Company, a w 1960 roku został przejęty przez spółkę Leyland Motors. Ostatni samochód marki Standard został wyprodukowany w 1963 roku.